# 幸田御魚
幸田 御魚（こうだ おさかな）は、日本のゲームデザイナー、グラフィッカー。元株式会社シークス所属。代表作は「セパスチャンネル」「ちゅら島暮らし」など。

## 人物
広告業界からゲーム業界へ転身。グラフィッカーを経てディレクターとなる。河上京子プロデュース作品（ジー・モードなど）に多く関わる。企画、デザイン、グラフィック、シナリオ、作詞とマルチに手がける。作風はサブカル、ナンセンス、SFの要素が強く、いわゆる電波系との評価を受ける作品もある。

## 主な作品
- 12GEMs：シナリオ、アートワーク[3]
- グレゴリーホラーショー（携帯アプリ）：ディレクション、シナリオ
- ミッドナイトホラースクール（携帯アプリ）：ディレクション、シナリオ
- ゆるゆる劇場シリーズ：ディレクション、シナリオ、作詞
- セパスチャンネル：ディレクション、シナリオ、デザイン
- 千羽鶴シリーズ
  - 千羽鶴：シナリオ、グラフィック
  - ナイトハイク：ディレクション、シナリオ、グラフィック
  - 臨時終電：ディレクション、シナリオ、グラフィック
- ちゅら島暮らし
- ドーパミックス：作詞
- OU：企画、シナリオ、デザイン[2]